# 33219 De Los Santos
33219 De Los Santos è un asteroide della fascia principale. Scoperto nel 1998, presenta un'orbita caratterizzata da un semiasse maggiore pari a 2,7746100 au e da un'eccentricità di 0,1637874, inclinata di 6,67885° rispetto all'eclittica.